# Back 2 School
Back 2 School es una banda de punk rock colombiana formada en 2012 en Barranquilla, Colombia. El grupo se formó inicialmente tras la idea de dos de sus integrantes y posterior a ello, se conformó la banda con sus cinco integrantes: Dayana Rico (voz principal, guitarra), Nelson Argote (segunda voz, coros, guitarra), Warren Argote (guitarra), Javier Ripoll (batería) y Luis “Geño” García (bajo).

## Historia

### Formación y EP debut
Back 2 School inició como un proyecto musical conformado por cinco jóvenes en el año 2012. Desde entonces la agrupación ha logrado un alcance en toda Colombia. “No hay tiempo que perder” fue su primer EP promocional lanzado en el año 2018, en formato físico y plataformas digitales, producido en su ciudad de origen, donde la banda proyecta una mezcla de rock, pop punk y ritmos caribeños. De este material se desprendieron tres sencillos cada uno con su videoclip oficial. La banda ha logrado un gran reconocimiento en Colombia y consolidó como una de las cinco bandas más influyentes del rock en Barranquilla. Han logrado contribuir al crecimiento de la escena del rock local con proyección nacional al realizar 2 tours con más de 30 fechas en 7 diferentes ciudades de Colombia, como Cartagena de Indias, Santa Marta (Colombia), Valledupar, Puerto Colombia, Montería, Sincelejo, Medellín y La Ceja.
Hace parte de AP Records, productora musical de la ciudad de Medellín que agrupa artistas como Asuntos Pendientes (banda).

## Miembros
- Dayana Rico: Voz principal, Guitarra rítmica.
- Nelson Argote: Voz, Coros, Guitarra.
- Warren Argote: Guitarra líder.
- Javier Ripoll: Batería.
- Luis “Geño” García: Bajo, Backing Tracks

## Discografía
- 2013: Gracias - Single
- 2017: La Nave - Single
- 2018: Todo al Tiempo - Single
- 2018: No hay Tiempo que Perder - EP
- 2019: 8 porciento - Single
- 2020: Fuiste lo Mejor - Single[3]
- 2020: Sábado sin Domingo - Single
- 2021: Nadie lo dice todos lo piensan - Single
- 2022: Karma - Álbum[4]